# Сердари
Сердари (Сердаре) су насељено мјесто у општини Котор Варош, Република Српска, БиХ.

## Географија
Смјештени су на јужном подножју планине Узломац.

## Историја
Припадници хрватско-муслиманских војних формација су 17. септембра 1992. извршили напад на село. Том приликом су убили 16 Срба од укупно 19 који су се затекли у Сердарима.
У продукцији Савеза логораша Републике Српске је у октобру 2008. снимљен документарни филм „Крвава зора у Сердарима“ који садржи свједочанства троје преживјелих и оригиналне снимке направљење након покоља у Сердарима који се десио 17. септембра 1992.

## Становништво

### Презимена
- Сердар, Срби[5]
- Тепић, Срби[5]
- Дукић, Срби[5]
- Бенцуз, Срби[5]